# Aphanicercopsis tabularis
Aphanicercopsis tabularis är en bäcksländeart som beskrevs av Barnard 1934. Aphanicercopsis tabularis ingår i släktet Aphanicercopsis och familjen Notonemouridae. Inga underarter finns listade i Catalogue of Life.